# Busted
Busted ist eine britische Band, die zunächst von 2000 bis Anfang 2005 existierte. Ende 2015 gaben sie ihr Comeback bekannt und starten 2016 mit ihrer neuen Tour. Ihr Stil kann als „Pop-Rock“ oder „Pop-Punk“ beschrieben werden.

## Bandgeschichte
Die Band wurde nach offenen Castings des Musiklabels Warner Music zusammengestellt.
Die erste Single What I Go to School For kam bei ihrer Veröffentlichung im September 2002 in Großbritannien auf Platz 3 der Singlecharts und war auch in Deutschland erfolgreich. Mit diesem Lied lieferten sie den Soundtrack zu dem deutschen Kinofilm Fack ju Göhte aus dem Jahr 2013. Mit den Titeln You Said No, Crashed the Wedding, Who’s David und Thunderbirds hatten Busted in zwei Jahren vier Nummer-eins-Hits in England. Thunderbirds, der Titelsong zum gleichnamigen Film, wurde im Vereinigten Königreich zum record of the year gekürt. Weitere bekannte Titel sind Year 3000 und ihre Coverversion von Hurra, hurra, die Schule brennt, mit Platz 19 ihr größter Erfolg in Deutschland.
A Present for Everyone war das zweite Studioalbum der Band. Im Vereinigten Königreich wurde es am 17. November 2003 veröffentlicht, erreichte Platz zwei der Top-40-Album-Charts und spielte mehr als 1 Million Pfund ein. Das Album beinhaltet die Singles Crashed the Wedding, Who’s David?, Air Hostess, 3AM und She Wants to Be Me.
Nicht alle Mitglieder des Trios waren mit dem musikalischen Kurs einverstanden. Im Januar 2005 gaben sie ihre Auflösung bekannt, weil sich Simpson in Zukunft um sein Rock-Band-Projekt Fightstar kümmern wollte. Nach der Trennung gründete Bourne die Band Son of Dork, deren Debütsingle Ticket Outta Loserville – wie auch What I Go to School For – Platz drei in den UK-Charts erreichte.
Willis veröffentlichte im Mai 2006 seine Debütsingle Up All Night und im November des gleichen Jahres sein Debütalbum Don’t Let It Go to Waste. Am 7. Mai 2006 war er nach 16 Monaten zum ersten Mal wieder bei Top of the Pops im britischen Fernsehen zu sehen.
Am 10. November 2015 gab die Band ihr Comeback bekannt und kündigte für Mai 2016 13 Konzerte in der Originalbesetzung an. Am 25. November 2016, ein Jahr nach dem Comeback, veröffentlichte die Band ihr neues Album Night Driver.
Am 26. Oktober 2018 kündigte die Band ihr viertes Studioalbum Half Way There an. Zudem kündigten sie für das Jahr 2019 eine UK-Tour an. Am 2. November 2018 erschien mit Nineties die erste Single aus dem neuen Album Half Way There.

## Diskografie

### Studioalben
| Jahr | Titel                  | Höchstplatzierung, Gesamtwochen, AuszeichnungChartplatzierungen (Jahr, Titel, Platzierungen, Wochen, Auszeichnungen, Anmerkungen) | Höchstplatzierung, Gesamtwochen, AuszeichnungChartplatzierungen (Jahr, Titel, Platzierungen, Wochen, Auszeichnungen, Anmerkungen) | Höchstplatzierung, Gesamtwochen, AuszeichnungChartplatzierungen (Jahr, Titel, Platzierungen, Wochen, Auszeichnungen, Anmerkungen) | Höchstplatzierung, Gesamtwochen, AuszeichnungChartplatzierungen (Jahr, Titel, Platzierungen, Wochen, Auszeichnungen, Anmerkungen) | Anmerkungen                              |
| Jahr | Titel                  | DE | AT | CH | UK | Anmerkungen                              |
| ---- | ---------------------- | --- | --- | --- | --- | ---------------------------------------- |
| 2002 | Busted                 | DE43 (6 Wo.)DE | AT19 (8 Wo.)AT | CH88 (2 Wo.)CH | UK2 ×4Vierfachplatin · (86 Wo.)UK                                                                                                 | Erstveröffentlichung: 30. September 2002 |
| 2003 | A Present for Everyone | DE85 (1 Wo.)DE | — | — | UK2 ×3Dreifachplatin · (50 Wo.)UK                                                                                                 | Erstveröffentlichung: 17. November 2003  |
| 2016 | Night Driver           | — | — | — | UK13 Silber · (6 Wo.)UK | Erstveröffentlichung: 25. November 2016  |
| 2019 | Half Way There         | — | — | — | UK2 (3 Wo.)UK | Erstveröffentlichung: 1. Februar 2019    |

### Livealben
| Jahr | Titel                              | Höchstplatzierung, Gesamtwochen, AuszeichnungChartsChartplatzierungen (Jahr, Titel, Platzierungen, Wochen, Auszeichnungen, Anmerkungen) | Anmerkungen                            |
| Jahr | Titel                              | UK | Anmerkungen                            |
| ---- | ---------------------------------- | --- | -------------------------------------- |
| 2004 | A Ticket for Everyone: Busted Live | UK11 Platin · (14 Wo.)UK | Erstveröffentlichung: 1. November 2004 |

### Kompilationen
| Jahr | Titel             | Höchstplatzierung, Gesamtwochen, AuszeichnungChartsChartplatzierungen (Jahr, Titel, Platzierungen, Wochen, Auszeichnungen, Anmerkungen) | Anmerkungen                              |
| Jahr | Titel             | UK | Anmerkungen                              |
| ---- | ----------------- | --- | ---------------------------------------- |
| 2004 | Busted            | — | Erstveröffentlichung: 2004               |
| 2023 | Greatest Hits 2.0 | UK1 Silber · (4 Wo.)UK | Erstveröffentlichung: 15. September 2023 |

### Gemeinschaftsalben
| Jahr | Titel    | Höchstplatzierung, Gesamtwochen, AuszeichnungChartsChartplatzierungen (Jahr, Titel, Platzierungen, Wochen, Auszeichnungen, Anmerkungen) | Anmerkungen                                                   |
| Jahr | Titel    | UK | Anmerkungen                                                   |
| ---- | -------- | --- | ------------------------------------------------------------- |
| 2014 | McBusted | UK9 Gold · (10 Wo.)UK | Erstveröffentlichung: 1. Dezember 2014 mit McFly als McBusted |

### EPs
- 2003: Red Room Sessions

### Singles
| Jahr | Titel Album                                | Höchstplatzierung, Gesamtwochen, AuszeichnungChartplatzierungen (Jahr, Titel, Album, Platzierungen, Wochen, Auszeichnungen, Anmerkungen) | Höchstplatzierung, Gesamtwochen, AuszeichnungChartplatzierungen (Jahr, Titel, Album, Platzierungen, Wochen, Auszeichnungen, Anmerkungen) | Höchstplatzierung, Gesamtwochen, AuszeichnungChartplatzierungen (Jahr, Titel, Album, Platzierungen, Wochen, Auszeichnungen, Anmerkungen) | Höchstplatzierung, Gesamtwochen, AuszeichnungChartplatzierungen (Jahr, Titel, Album, Platzierungen, Wochen, Auszeichnungen, Anmerkungen) | Anmerkungen                                                     |
| Jahr | Titel Album                                | DE | AT | CH | UK | Anmerkungen                                                     |
| ---- | ------------------------------------------ | --- | --- | --- | --- | --------------------------------------------------------------- |
| 2002 | What I Go to School For Busted             | DE34 (9 Wo.)DE | AT32 (13 Wo.)AT | CH33 (13 Wo.)CH | UK3 Platin · (18 Wo.)UK | Erstveröffentlichung: 16. September 2002                        |
| 2003 | Year 3000 Busted                           | DE21 (9 Wo.)DE | AT15 (13 Wo.)AT | CH48 (7 Wo.)CH | UK2 ×2Doppelplatin · (21 Wo.)UK | Erstveröffentlichung: 20. Januar 2003                           |
| 2003 | You Said No Busted                         | DE38 (7 Wo.)DE | AT62 (5 Wo.)AT | — | UK1 (12 Wo.)UK | Erstveröffentlichung: 21. April 2003                            |
| 2003 | Sleeping with the Light On Busted          | — | — | — | UK3 Silber · (13 Wo.)UK | Erstveröffentlichung: 11. August 2003                           |
| 2003 | Hurra, hurra, die Schule brennt Busted     | DE19 (7 Wo.)DE | AT20 (8 Wo.)AT | CH34 (5 Wo.)CH | — | Erstveröffentlichung: August 2003                               |
| 2003 | Crashed the Wedding A Present for Everyone | DE45 (3 Wo.)DE | AT70 (1 Wo.)AT | CH59 (4 Wo.)CH | UK1 Gold · (14 Wo.)UK | Erstveröffentlichung: 10. November 2003                         |
| 2004 | Who’s David? A Present for Everyone        | — | — | — | UK1 (10 Wo.)UK | Erstveröffentlichung: 16. Februar 2004                          |
| 2004 | Air Hostess A Present for Everyone         | DE51 (6 Wo.)DE | — | — | UK2 Silber · (14 Wo.)UK | Erstveröffentlichung: 23. April 2004                            |
| 2004 | Thunderbirds / 3AM A Present for Everyone  | DE92 (1 Wo.)DE | — | — | UK1 Gold · (17 Wo.)UK | Erstveröffentlichung: 26. Juli 2004                             |
| 2014 | Air Guitar McBusted                        | — | — | — | UK12 (3 Wo.)UK | Erstveröffentlichung: 21. November 2014 mit Busted als McBusted |
| 2016 | On What You’re On Night Driver             | — | — | — | UK60 (1 Wo.)UK | Erstveröffentlichung: 30. September 2016                        |

Weitere Singles
- 2004: She Wants to Be Me
- 2018: Nineties
- 2019: Radio
- 2023: MMMBop 2.0 (mit Hanson)

## Auszeichnungen für Musikverkäufe
| Goldene Schallplatte - Dänemark - 2025: für die Single Year 3000 - Japan - 2003: für das Album A Present for Everyone - 2004: für das Album Busted | Platin-Schallplatte - Europa - 2003: für das Album Busted - 2003: für das Album A Present for Everyone |

Anmerkung: Auszeichnungen in Ländern aus den Charttabellen bzw. Chartboxen sind in ebendiesen zu finden.
| Land/RegionAuszeichnungen für Musikverkäufe (Land/Region, Auszeichnungen, Verkäufe, Quellen) | Silber     | Gold     | Platin       | Verkäufe    | Quellen    |
| -------------------------------------------------------------------------------------------- | ---------- | -------- | ------------ | ----------- | ---------- |
| Dänemark (IFPI)                                                                              | —          | Gold1    | —            | 45.000      | ifpi.dk    |
| Europa (IFPI)                                                                                | —          | —        | 2× Platin2   | (2.000.000) | ifpi.org   |
| Japan (RIAJ)                                                                                 | —          | 2× Gold2 | —            | 200.000     | riaj.or.jp |
| Vereinigtes Königreich (BPI)                                                                 | 3× Silber3 | 3× Gold3 | 11× Platin11 | 5.560.000   | bpi.co.uk  |
| Insgesamt                                                                                    | 3× Silber3 | 6× Gold6 | 13× Platin13 |             |            |